# 我爱祖国的蓝天
《我爱祖国的蓝天》，阎肃词，羊鸣曲，创作于1961年。这首经典的军旅歌曲以空军飞行员的口吻歌唱出了空军战士对祖国的热爱和他们捍卫国家领空的决心。秦万坛、彭丽媛、郑莉、韩红、范琳琳、王莉、梦之旅合唱组合等都曾唱过该曲。

## 大事记
- 1959年，阎肃被空政文工团安排到广东佛山空军某部当兵锻炼[1]，其间创作了《我爱祖国的蓝天》一曲的歌词。
- 1961年，在广州空军某战斗部队代职当兵的阎肃、羊鸣二人回到北京，羊鸣完成了该曲的曲谱创作。[2]
- 文革期间，该歌歌词中的“金色的朝霞在我身边飞舞，脚下是一片锦绣河山”曾被改编为“毛泽东思想武装着我们，人民空军一往无前”。[2]
- 2009年，该曲被定为国庆60周年阅兵的19首阅兵及礼仪用曲之一。
- 該曲為2019年電影《中國機長》的主題曲，由毛阿敏演唱。

## 专辑收录
- 1994年，该曲被收录进《红太阳》专辑[2]
- 2010年，郑莉把该曲作成MTV专辑珍藏版[3]

## 脚注
1. ↑  . 光明网. 2010-07-19  [2011-07-10] （中文（简体））.[]
2. 1 2 3  . 中广军事. 2011-01-17  [2011-07-10]. （原始内容存档于2015-06-01） （中文（简体））.
3. ↑  . 搜狐新闻. 2010-09-01  [2011-07-10]. （原始内容存档于2019-08-18） （中文（简体））.